# Мирјана
Мирјана је словенско женско име. Настало је од хебрејске речи Мирјам (Марија) или од основе мир. Веома је распрострањено у Србији и Хрватској. Од 1845. године име је постајало све популарније, а 1976. године је било на 53. месту по бројности у Србији.